# سید محمدحسن ابوترابی‌فرد
سید محمدحسن ابوترابی‌فرد (زاده ۱۰ بهمن ۱۳۳۱) روحانی اهل ایران و امام جمعه موقت تهران است. او نایب رئیس اول مجلس شورای اسلامی در دوره نهم بود. وی در ششمین، هفتمین و هشتمین دوره مجلس شورای اسلامی نماینده قزوین و آبیک بود و در نهمین دوره نیز نمایندگی تهران، ری، شمیرانات و اسلامشهر را برعهده داشت.

## زندگی‌نامه
سید محمدحسن در سال ۱۳۳۲ در قم زاده شد. او اصالتاً قزوینی‌تبار است. پدرش سید عباس ابوترابی‌فرد نام داشت. محمدحسن در سال ۱۳۴۴ به همراه برادرش علی‌اکبر، جهت کسب تحصیلات حوزوی به نجف سفر کرد. وی در سال ۱۳۴۷ با انتقال دادن اعلامیه‌های سید روح‌الله خمینی از عراق به عربستان سعودی، فعالیت‌های سیاسی خود را آغاز کرد. در اواخر دهه ۱۳۴۰ با سفر به جنوب لبنان، به همکاری با مصطفی چمران پرداخت. از استادان وی در حوزه علمیه می‌توان به محمدمهدی بجنوردی و مجتبی تهرانی اشاره کرد.
فخر تهرانی به قولی، بیشترین تأثیر اخلاقی را بر وی داشت و حضور وی در عرصه سیاست از قبل از انقلاب به توصیه او بود. ابوترابی همچنین وصی فخر بود.
بعد از وقوع انقلاب ۱۳۵۷ به مسئولیت عقیدتی و سیاسی وزارت دفاع و پشتیبانی نیروهای مسلح منصوب گردید و در جبهه میانی و جنوبی جنگ ایران و عراق مشغول فعالیت شد.
در سال ۱۳۷۲ با حکم سید محمد صدر، به‌عنوان نماینده ولی فقیه در دانشگاه بین‌المللی امام خمینی قزوین و در دوران ریاست محسن قمی بر نهاد رهبری در دانشگاه‌ها، به‌عنوان مسئول نهاد رهبری دانشگاه تهران منصوب شد. در سال ۱۳۸۴ به عضویت جامعه روحانیت مبارز تهران درآمد.
او عضو هیئت حل اختلاف سران قوا است و در ۳ دوره مجلس شورای اسلامی، نایب رئیس مجلس بود. ابوترابی‌فرد امام جمعه موقت قزوین نیز می‌باشد. وی همچنین طی حکمی از سوی سید علی خامنه‌ای در ۲۴ بهمن ۱۳۹۶ به امامت جمعه موقت تهران منصوب شد.

## تحصیلات
وی تحصیلات حوزوی را از سال ۱۳۴۴ در حوزه علمیه نجف آغاز کرد، سپس در حوزه علمیه تهران تا سال ۱۳۵۶ نزد اساتیدی چون مجتبی تهرانی، تنکابنی، فلسفی، مجتهدی تا مرتبه خارج فقه و اصول ادامه داد. سپس در قم و درس خارج فقه اشخاصی چون هاشم آملی؛ فاضل لنکرانی و به‌طور خاص آیت الله بهجت فرا گرفت و همزمان وارد مؤسسه در راه حق شد و از درس مصباح یزدی و حسین مظاهری استفاده کرد.

## نامزدی انتخابات ریاست‌جمهوری ۱۳۹۲
ابوترابی‌فرد آمادگی خود را برای کاندیداتوری در انتخابات ریاست جمهوری ۱۳۹۲ اعلام کرد.
وی یکی از اعضای ائتلاف پنجگانه (ائتلاف اکثریت اصولگراها) برای کاندیداتوری در انتخابات ریاست‌جمهوری ۱۳۹۲ بود که در جلسه ۱۹ اردیبهشت اعضای ائتلاف پنجگانه در حضور محمدرضا مهدوی کنی، به عنوان نامزد نهایی ائتلاف پنجگانه انتخاب شد و در ۲۱ اردیبهشت برای کاندیدا شدن در انتخابات ریاست‌جمهوری ۱۳۹۲ نام‌نویسی کرد. وی در تاریخ ۳۰ اردیبهشت ۹۲ به دنبال درخواست ۲۰۰ نفر از نمایندگان مجلس مبنی بر باقی ماندن وی در مجلس، از نامزدی در انتخابات ریاست‌جمهوری انصراف داد.